# دي كليرك بارت
دي كليرك بارت (بالفرنسية: Bart De Clercq)‏ ولد بتاريخ 26 أغسطس 1986 في بلجيكا، هو دراج بلجيكي في صنف سباق الدراجات على الطريق.

## سجل النتائج

### سباقات أو مراحل فاز بها
- طواف إيطاليا

### المراكز
- حقق المركز الـ 2 في طواف بولندا 2015

## وصلات خارجية
- الموقع الرسمي

## روابط خارجية
- دي كليرك بارت على موقع الاتحاد الدولي للدراجات (الإنجليزية)
- دي كليرك بارت على موقع أرشيف الدراجات (الإنجليزية)
- دي كليرك بارت على موقع إحصائيات الدراجات الإحترافية (الإنجليزية)
- دي كليرك بارت على موقع نسبة الدراجات (الإنجليزية)
- دي كليرك بارت على موقع CycleBase (الإنجليزية)